# Spongiosperma longilobum
Spongiosperma longilobum là một loài thực vật có hoa trong họ La bố ma. Loài này được (Markgr.) Zarucchi miêu tả khoa học đầu tiên năm 1987.